# Lotte Beese

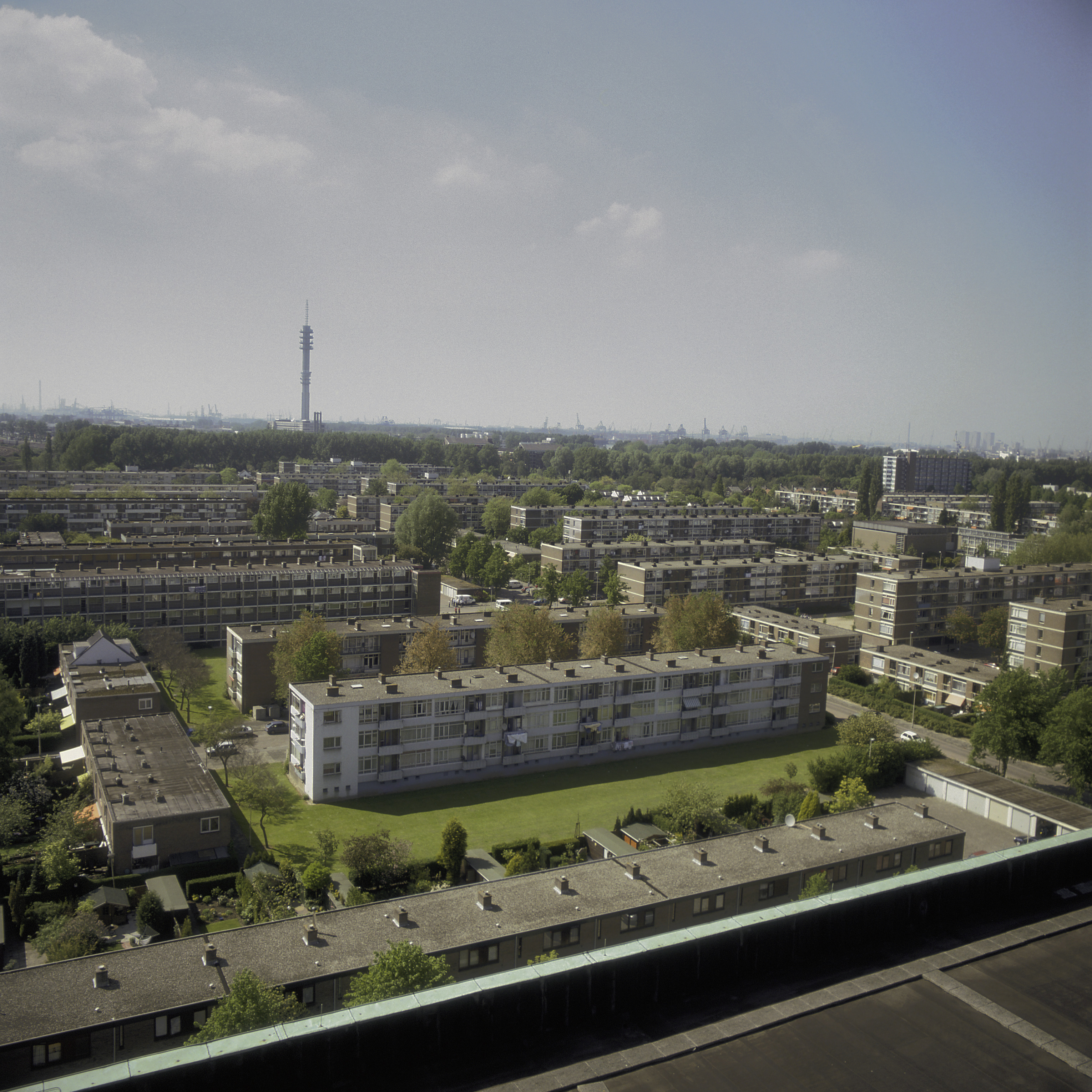
Barrio de Pendrecht, diseñado por Lotte Stam-Beese

Charlotte Ida Anna Beese, también conocida como "Lotte" Stam-Beese (Reisicht, 28 de enero de 1903 - 18 de noviembre de 1988) fue una arquitecta y urbanista de origen alemán que se formó en la Bauhaus y que en 1948 fue nombrada Directora de urbanismo de Róterdam donde proyectó, entre otros, el barrio de Pendrecht.

## Primeros años
Lotte Beese nació en Reisicht, Alemania (actual Rokitki, Polonia). En Dresde entre 1926 a 1928 Beese se dedicó a la fotografía, y estudió entre los años 1926 y 1929 en la Bauhaus, lo que marcó su vida futura, por la formación que describió como “un tipo de lavado de cerebro”. Su obra fotográfica se encuentra en las colecciones del Museo de Arte Moderno (MoMA) de Nueva York, el Museo Arthur M. Sackler de Harvard y el Museo Getty de California.
En su primer semestre Lotte Beese tomó, como todos los estudiantes, el curso preliminar con Josef Albers; “dibujo analítico” con Wassily Kandinsky; “Lettering” (caligrafía, diseño gráfico) con Joost Schmidt; así como geometría descriptiva y “Física y química”, y finalizando el primer curso comenzó a tomar clases en el taller de tejidos con Gunta Stölz. Al final del semestre 1927/1928 Lotte Beese había realizado los cursos que le permitían ser aceptada en el departamento de Arquitectura, siendo la primera mujer en estudiar arquitectura con Hannes Meyer, primero y luego con Hans Wittwer. A principios de 1929 Beese tuvo que abandonar la escuela debido a su relación sentimental con Hannes Meyer, que estaba casado.

## Trayectoria
Una vez fuera de la Bauhaus, Beese comenzó a trabajar en el estudio de Meyer y Wittwers, que funcionaba de manera similar a los talleres propuestos en la Bauhaus. Allí ella trabajó en dos proyectos: un concurso para un sanatorio para enfermos de tuberculosis en Harzgerode y el concurso premiado del complejo educativo para la ADGB en Bernau que se construyó en 1930, para el que ella desarrolló principalmente la última fase del conjunto que eran las casas para maestros.
La relación con Hannes Meyer continuó hasta 1932, siendo siempre muy complicada ya que él nunca quiso separase de su esposa, y de esta relación nació Peter, el primer hijo de ella. Posteriormente ella tuvo dos más con Mart Stam, arquitecto neerlandés. Entre 1929 y 1933 Lotte Stam-Beese vivió en diferentes ciudades: Dessau, Viena, Berlín, Brno, Praga, Moscú y finalmente en Járkov. En cada ciudad estuvo en contacto con los grupos de arquitectos modernos y desempeñó trabajos en diferentes estudios de reconocidos arquitectos. En 1933, en Járkov se reencontró con el arquitecto holandés Mart Stam, de quien había sido compañera en 1928 en las clases de urbanismo de la Bauhaus. Stam formaba parte de las llamadas Brigadas May, que dirigidas por Ernst May trabajaron en el diseño de nuevas ciudades en la Unión Soviética. Al poco tiempo ella pasó a formar parte del equipo, coincidiendo con, entre otras personas, Margarete Schutte-Lihotzky. Lotte y Mart formaron pareja y a finales de 1934 decidieron dejar la Unión Soviética y se mudaron a Holanda.
En 1935 se instalaron en Ámsterdam donde rápidamente formaron parte de los círculos de vanguardia incluyendo el grupo de redacción de las revistas 8 y Opbouw , en las que Lotte Stam-Beese escribió regularmente. Sus artículos son de análisis sobre diversos temas como por ejemplo el arte neerlandés, la cultura del trabajo en la Bauhaus, la importancia social del cartel y la foto, la construcción de escuelas en Rusia, la necesidad de casas de colonias infantiles para una educación saludable y en relación con la naturaleza.
En octubre de 1940 ella decidió inscribirse en la Escuela de Arquitectura de Ámsterdam, a pesar de que su experiencia era amplia, y en lugares de referencia le faltaban títulos y certificados que avalaran sus conocimientos. Finalmente consiguió su título en 1945, dos años después de separarse de Stam. Dos meses después de obtener el título, Stam-Beese se mudó a Róterdam, y poco después inició su actividad en el Departamento de Urbanismo, donde fue la directora entre 1946 y 1968, año en que se retiró. Pocas veces Stam-Beese puso en práctica el diseño arquitectónico al margen de la renovación de su propia casa y el diseño de las viviendas unifamiliares en Nagele con Groosman. El urbanismo fue su especialidad.

En 1948 comenzó el proyecto de Pendrecht a través del cual definió el barrio como extensión de la ciudad y no como comunidad suburbial y aislada. Para ella el proyecto de ciudad era el resultado de una comunidad y no de un individuo, y que en todo caso el papel del urbanista o planificador es saber interpretarlo y adelantar las estrategias para que la sociedad se vea representada. El barrio es parte de la ciudad, sin solución de continuidad; esta posición la sitúa opuesta de las ideas defendidas por la Comisión Bos de la ciudad-jardín urbana, que abogaba por barrios autónomos conectados por ejes comerciales y de equipamientos. Lotte Stam-Beese reconoció la gran diversidad de personas que habitan la ciudad, por lo que el barrio no les podía aislar como comunidad homogénea. En 1953 declaró que:
“el barrio de Pendrecht como parte de la expansión sur de Rotterdam tiene la intención de formar parte de la ciudad como distrito. No tiene la intención de convertirse en una ciudad jardín o un asentamiento suburbano aislado, donde uno pueda retirarse de la agitada vida de la ciudad. Pendrecht cuenta con una población urbana formada por personas ciudadanas”.